# Ogak
Ogak, dorsz grenlandzki (Gadus ogac) – ryba morska z rodziny dorszowatych (Gadidae) poławiana w ilościach przemysłowych. Występuje na głębokościach do 200 m p.p.m. w Oceanie Arktycznym i w północnym Atlantyku. Kształt ciała bardzo podobny do dorsza atlantyckiego i pacyficznego, z którymi jest blisko spokrewniony. Różni się od nich brakiem cętkowania.